# 新村 (芙蓉山)
新村是香港一條鄉村，位於新界荃灣芙蓉山，故俗稱為芙蓉山新村。新村位於芙蓉山路北端，其南面有木棉下村、白田壩村、西樓角村及海壩村等多個村落。新村毗鄰竹林禪院、福慧寺和淨音佛閣三所寺院。新村本來有數十幢寮屋，現大多已重建為新式三層平房。